# صبرية دهان
صبرية دهان (مواليد 7 فبراير 1985) هي سباحة جزائرية سابقة، تخصصت في سباقات السباحة الفردية المتنوعة. هي عضوة في نادي ليون للسباحة في ليون، فرنسا.
تأهلت صبرية دهان لسباق 400 متر فردي متنوع للسيدات في الألعاب الأولمبية الصيفية 2004 في أثينا، حيث حققت رقماً قياسياً لها. احتلت المركز الرابع والعشرين في الترتيب العام في التصفيات التمهيدية الصباحية.